# İrfan Kahveci
İrfan Can Kahveci (* 15. července 1995 Ayaş) je turecký profesionální fotbalista, který hraje na pozici středního záložníka za turecký klub Fenerbahçe SK a za turecký národní tým.

## Klubová kariéra

### Gençlerbirliği
Kahveci je odchovancem Gençlerbirliği od roku 2005, kdy nastoupil do jejich akademie. V A-týmu debutoval během sezóny 2014/15. Dne 9. listopadu 2014 vstřelil svůj první ligový gól, v 63. minutě utkání proti Kasımpaşe. Sezónu zakončil se 6 góly v 30 zápasech ve všech soutěžích.
Ve své druhé sezóně s Gençlerbirliği vstřelil 3 góly v 33 zápasech.

### İstanbul Başakşehir
Dne 26. prosince 2016 přestoupil Kahveci do Istanbulu Başakşehir, kde podepsal smlouvu na 4,5 roku. Dne 2. prosince 2020 vstřelil hattrick proti RB Lipsko v zápase Ligy mistrů UEFA. Jeho tým však zápas prohrál 3:4. Stal se tak teprve třetím takovým hráčem, který to v Lize mistrů dokázal (po Brazilci Ronaldovi a Velšanovi Garethovi Baleovi).

### Fenerbahçe
Dne 31. ledna 2021 oznámil istanbulský klub Fenerbahçe SK prostřednictvím svého Twitteru příchod Kahveciho. Fenerbahçe za něj zaplatilo 7 milionů euro a turecký záložník podepsal smlouvu na čtyři a půl roku.

## Reprezentační kariéra
Kahveci byl poprvé povolán do turecké reprezentace manažerem Fatihem Terimem v srpnu 2016 na přátelský zápas Turecka proti Rusku a kvalifikační utkání proti Chorvatsku. Debutoval však až 23. března 2018, a to při vítězství 1:0 proti Irsku. Ve svém druhém reprezentačním zápase, v červnu 2019, v přátelském utkání proti Uzbekistánu, měl šanci vstřelit svůj první reprezentační gól, nicméně neproměnil v 90. minutě pokutový kop. Turecko i přesto zápas vyhrálo 2:0 po brankách Zekiho Çelika.
Dne 1. června 2021 byl nominován na závěrečný turnaj EURO 2020. V posledním zápase základní skupiny, proti Švýcarsku, vstřelil branku na 1:2. Turci zápas prohráli výsledkem 1:3.

## Ocenění

### Klubové

#### İstanbul Başakşehir
- Süper Lig: 2019/20[10]